# Exocentrus balachowskyi
Exocentrus balachowskyi är en skalbaggsart som beskrevs av Stefan von Breuning och Teocchi 1976. Exocentrus balachowskyi ingår i släktet Exocentrus och familjen långhorningar. Inga underarter finns listade i Catalogue of Life.